# Korouhev
Korouhev es una localidad del distrito de Svitavy en la región de Pardubice, República Checa. 
Se encuentra ubicada al sureste de la región, cerca de la frontera con las regiones de Moravia Meridional y Olomouc, y del río Svitava (cuenca hidrográfica del Danubio).

## Demografía
Según el censo del año 2001, contaba con 768 habitantes. La población para el siguiente censo, en 2011, descendió a 759 personas. Para el último censo de 2021, se registraron 761 residentes, de los cuales 384 eran mujeres y 377 hombres.